# فرانک بدینگفیلد
فرانک بدینگفیلد (انگلیسی: Frank Bedingfield; March qtr. 1877 – ۳ نوامبر ۱۹۰۴) بازیکن فوتبال اهل پادشاهی متحد بریتانیای کبیر و ایرلند بود.
از باشگاه‌هایی که در آن بازی کرده‌است می‌توان به باشگاه فوتبال پورتسموث، باشگاه فوتبال کویینز پارک رنجرز، باشگاه فوتبال گریت یارموث تاون، و باشگاه فوتبال استون ویلا اشاره کرد.